# سو أروسميث
سو أروسميث (بالإنجليزية: Sue Arrowsmith)‏ هي فنانة بريطانية، ولدت في 1950 في لانكشر في المملكة المتحدة، وتوفيت في 2014.